# Chinese Garden of Friendship

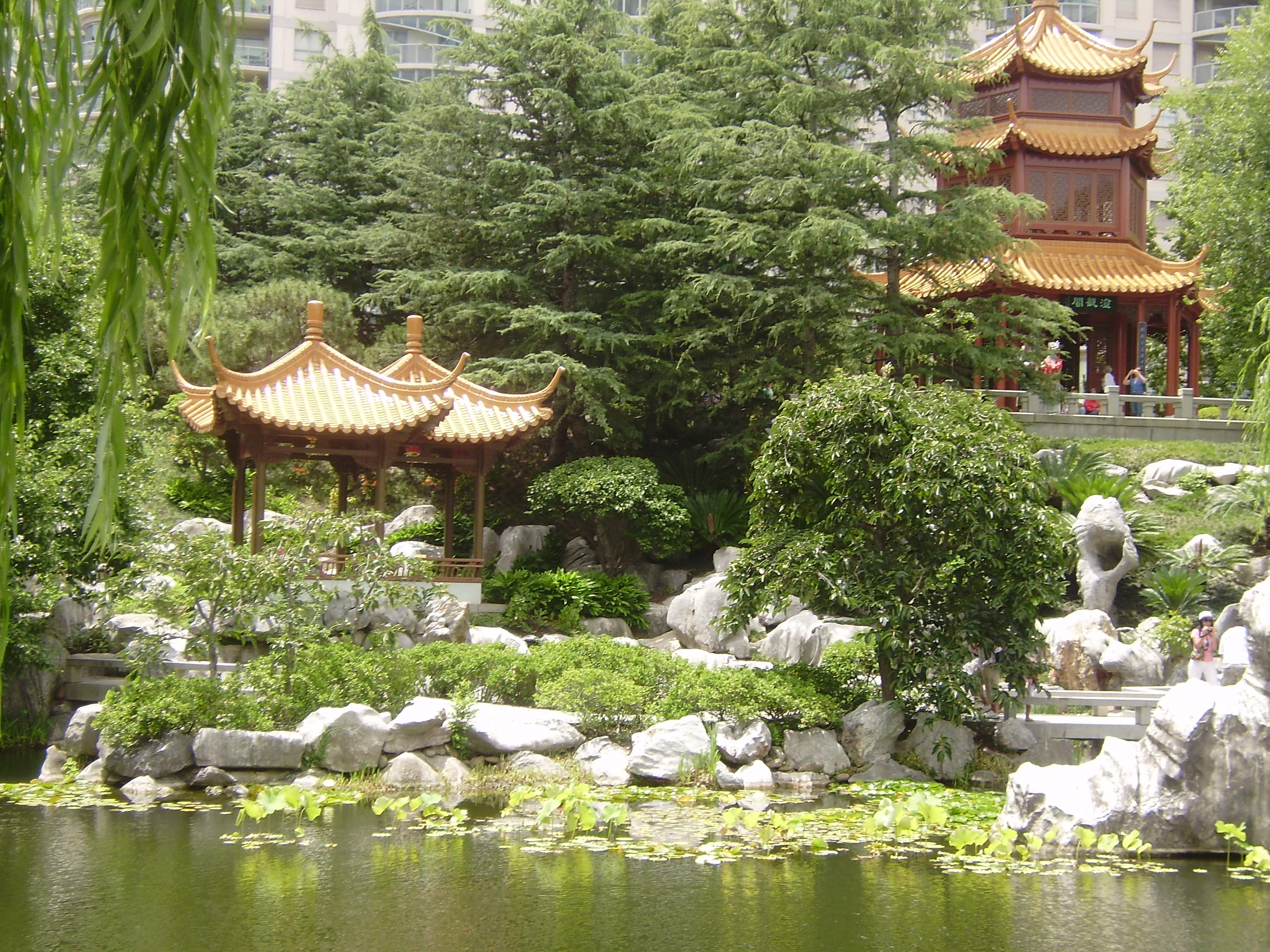
Chinese Garden of Friendship

De Chinese Garden of Friendship (Chinees: 谊园) is een Chinese tuin gelegen in Darling Harbour, dicht bij de Chinese wijk, in de Australische stad Sydney. De tuin, die tot stand kwam door nauwe samenwerking tussen de zustersteden Sydney en Kanton, werd officieel geopend tijdens de viering van het tweehonderdjarig bestaan van Sydney in 1988.
De tuin werd ontworpen naar het voorbeeld van een traditionele Zuid-Chinese tuin uit de Ming-dynastie. Het is onmogelijk om vanuit enig standpunt binnen de tuin de gehele tuin te overzien.

## Afbeeldingen

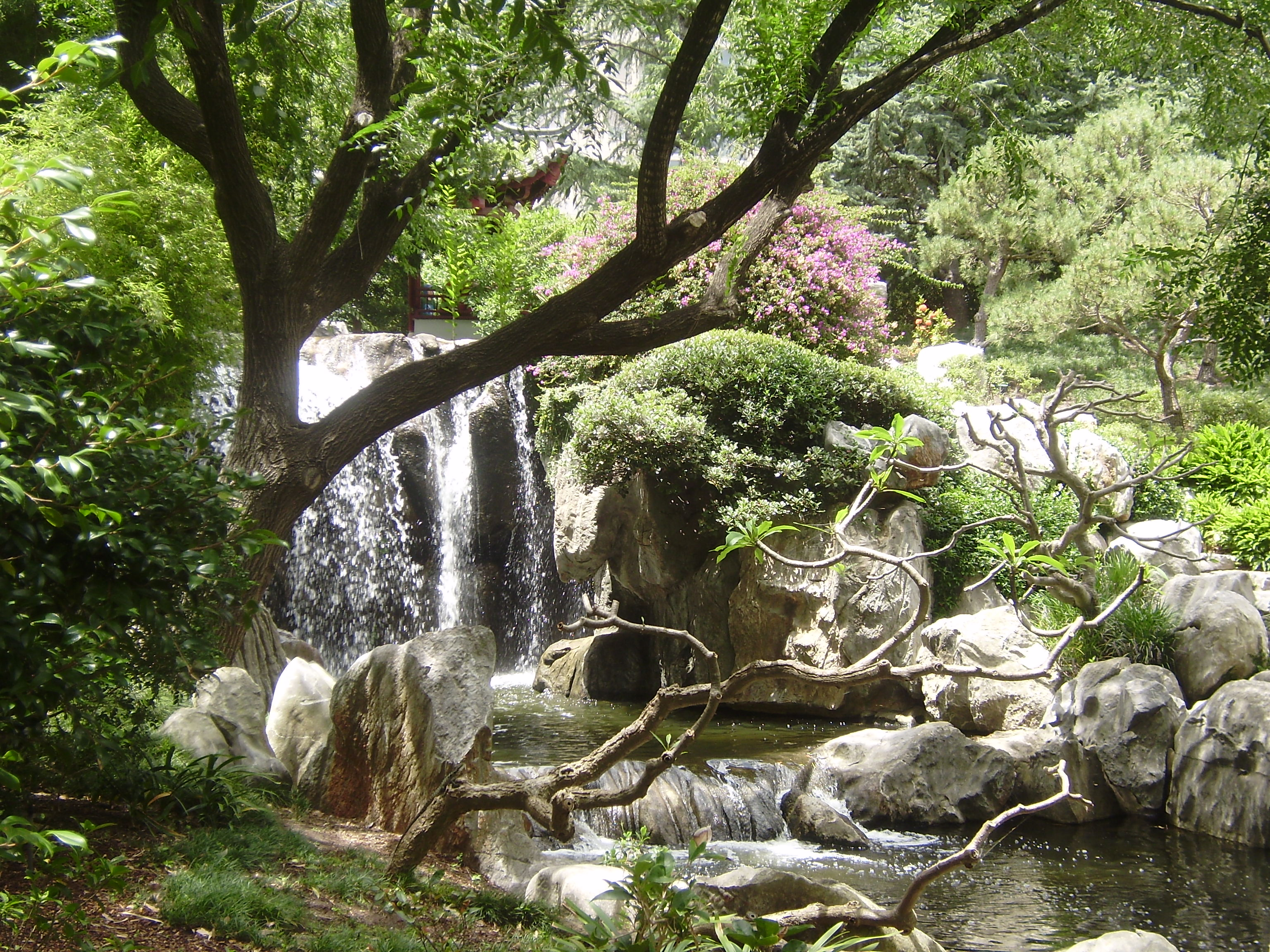
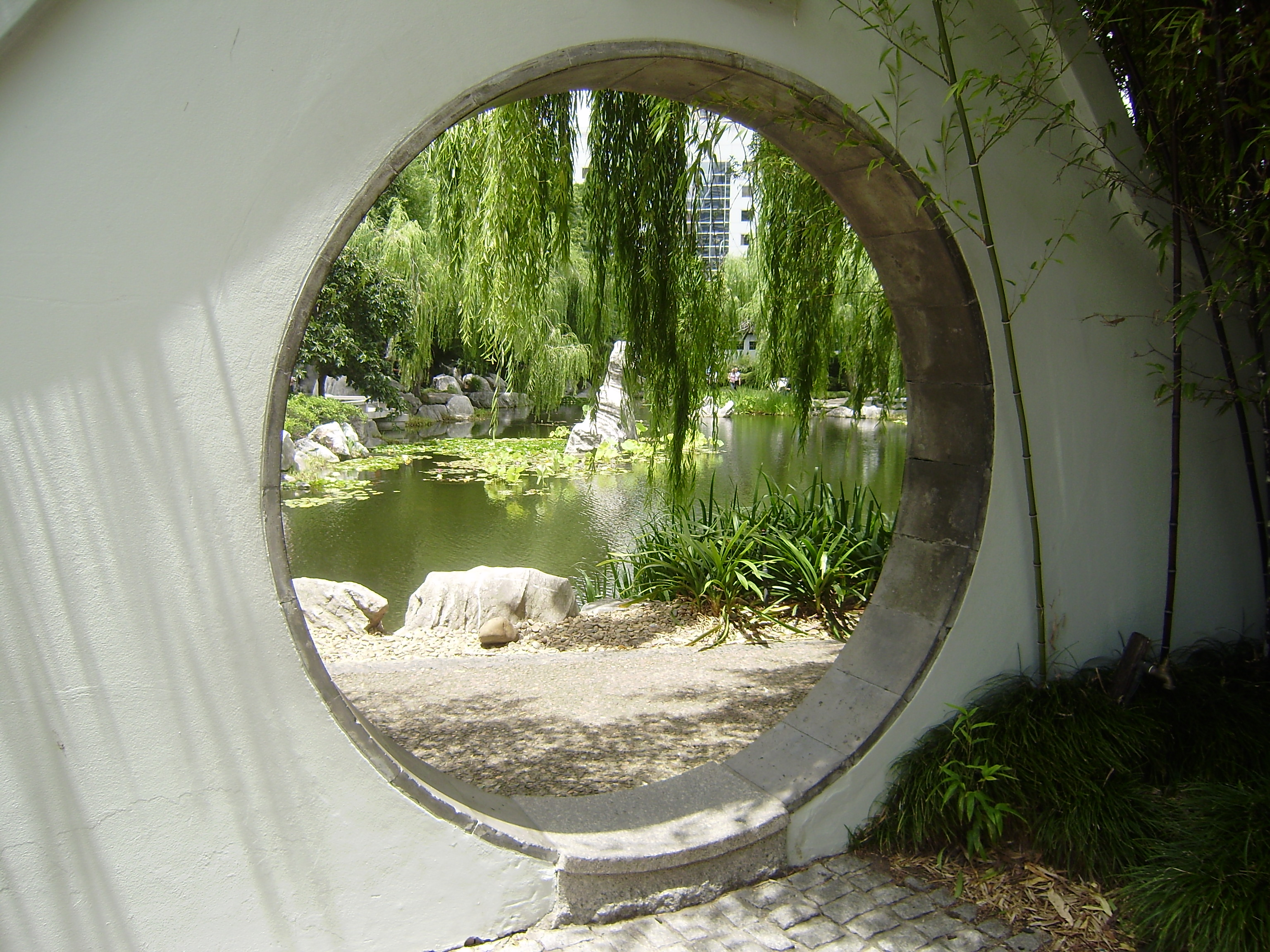
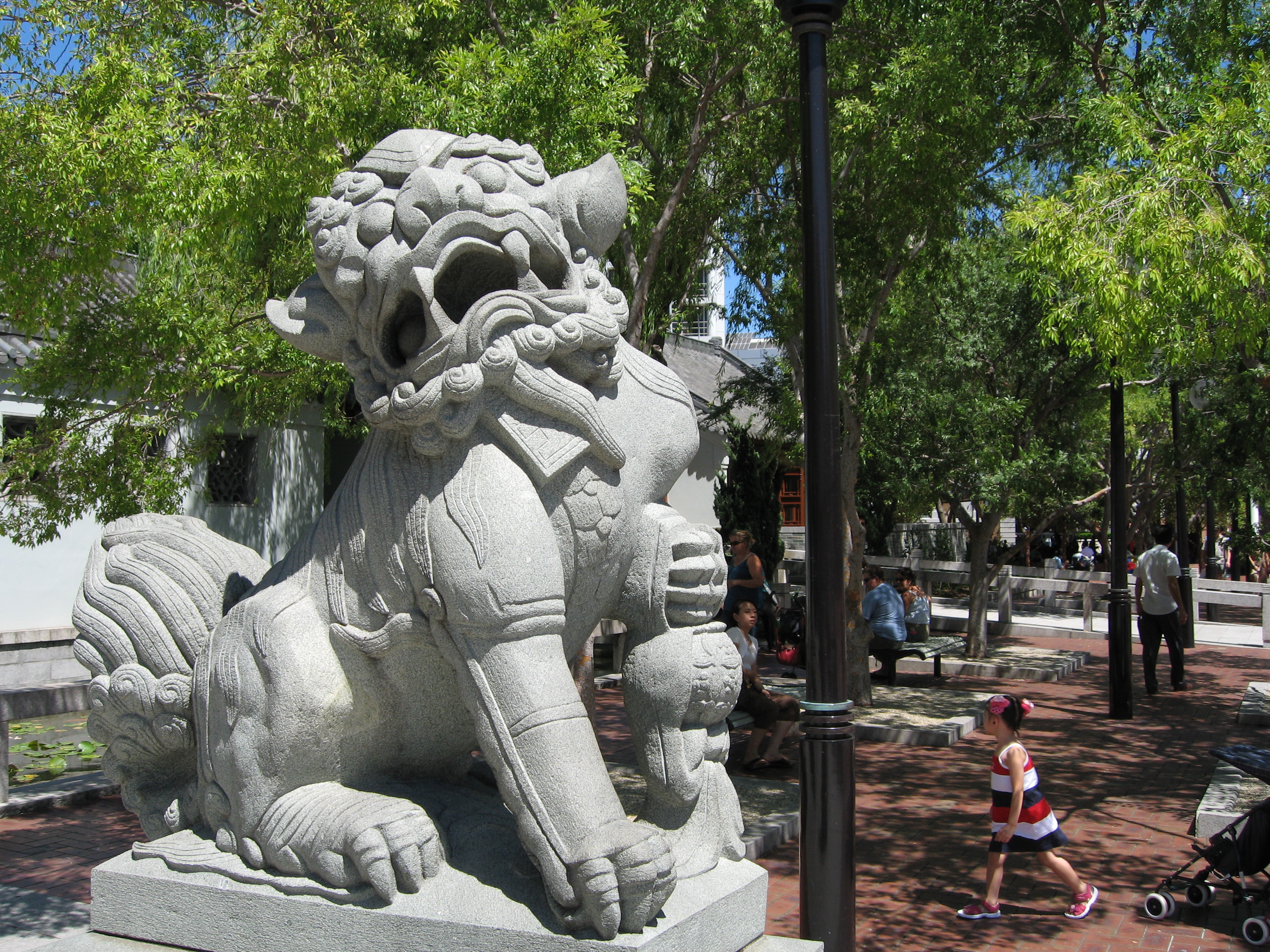